# Trebatice
Trebatice (deutsch Trebatitz, ungarisch Vágterbete – bis 1907 Trebete) ist eine Gemeinde im Westen der Slowakei mit 1352 Einwohnern (Stand 31. Dezember 2024), die zum Okres Piešťany, einem Teil des Trnavský kraj gehört.

## Geographie

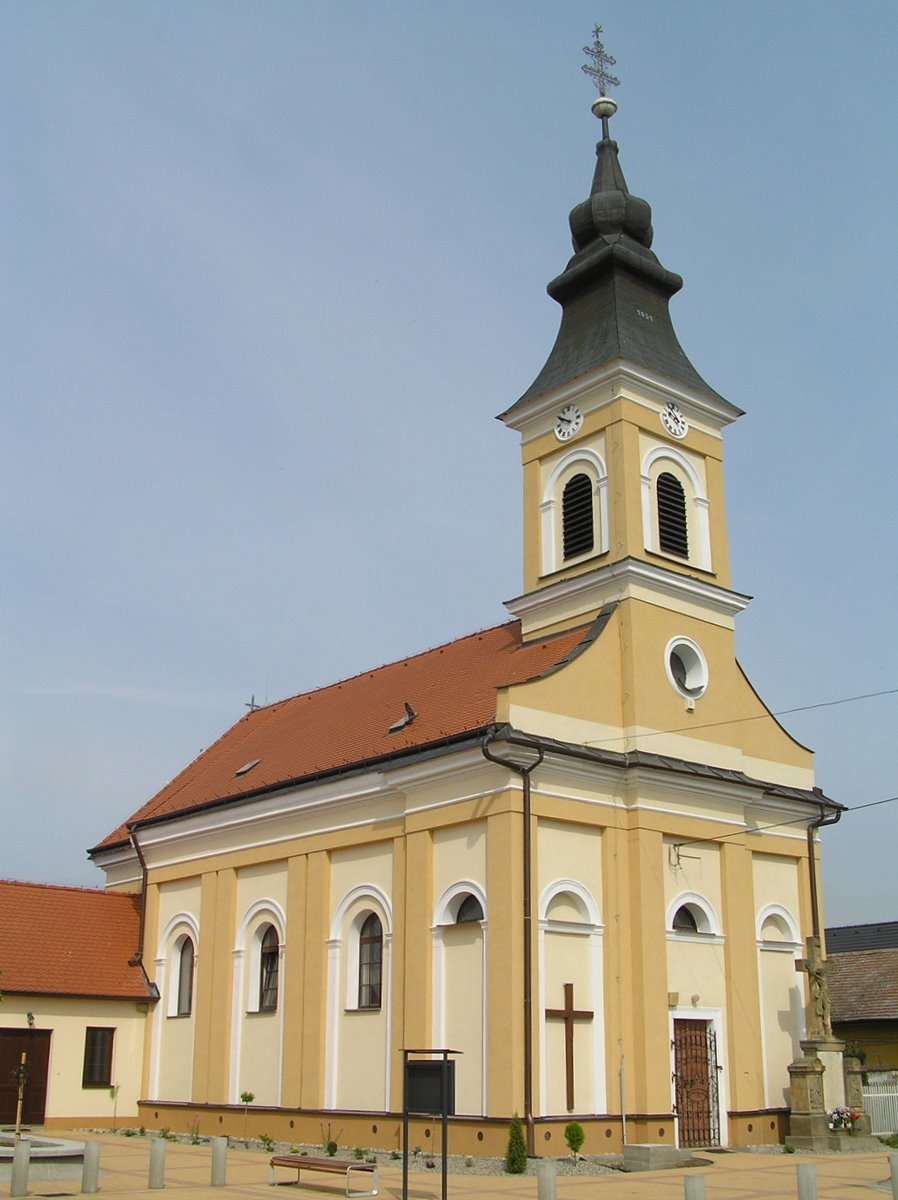
Kirche in Trebatice

Die Gemeinde befindet sich im Norden des Hügellands Trnavská pahorkatina auf einer Fluterrasse des Dudváh. Das Ortszentrum liegt auf einer Höhe von 165 m n.m. und ist vier Kilometer von Vrbové sowie sechs Kilometer von Piešťany entfernt.

## Geschichte
Der Ort wurde zum ersten Mal 1113 als Trebeta schriftlich erwähnt und gehörte anfangs zum Herrschaftsgebiet der Burg Beckov und später bis zur Abschaffung der Leibeigenschaft im Jahr 1848 dem Bistum Neutra. Im Mittelalter gehörte das Dorf zur Pfarrei von Krakovany. Wie andere Orte in der Gegend war Landwirtschaft die Haupteinnahmequelle, die Einwohner waren jedoch durch Anbau von Kraut bekannt. 1828 sind 96 Häuser und 670 Einwohner verzeichnet.
Bis 1918 gehörte der im Komitat Neutra liegende Ort zum Königreich Ungarn und kam danach zur Tschechoslowakei bzw. heute Slowakei.

## Bevölkerung
| Jahr                | 1994 | 2004    | 2014     | 2024    |
| ------------------- | ---- | ------- | -------- | ------- |
| Anzahl der Personen | 1218 | 1237    | 1369     | 1352    |
| Unterschied         |      | +1,55 % | +10,67 % | −1,24 % |

| Jahr                | 2023 | 2024    |
| ------------------- | ---- | ------- |
| Anzahl der Personen | 1338 | 1352    |
| Unterschied         |      | +1,04 % |

Ergebnisse nach der Volkszählung 2001 (1234 Einwohner):
| Nach Ethnie: - 99,35 % Slowaken - 0,08 % Tschechen - 0,08 % Schlesier | Nach Konfession: - 94,81 % römisch-katholisch - 1,94 % konfessionslos - 1,70 % keine Angabe - 1,38 % evangelisch |

## Bauwerke
- römisch-katholische Stephanskirche im klassizistischen Stil aus dem Jahr 1851
- Mariensäule aus dem Jahr 1851 sowie Denkmal an Gefallene des Ersten Weltkrieges vor der Kirche
- Stephanskapelle am Friedhof

## Infrastruktur
In der Gemeinde besteht ein Kindergarten sowie eine Grundschule, des Weiteren betreibt die Gemeinde eine Bücherei und es besteht ein Postamt. Die Infrastruktur samt Kanalisation ist gut ausgebaut. Verkehrstechnisch liegt Trebatice an der Kreuzung der Landesstraßen 499 und 504, die Anschlussstelle Piešťany der Autobahn D1 ist drei Kilometer entfernt. Der nächste Bahnanschluss ist der Bahnhof Piešťany an der Bahnstrecke Bratislava–Žilina, die vorbeiführende Bahnstrecke Piešťany–Vrbové trägt keinen Personenverkehr.